# Рядовка чешуйчатая
Рядо́вка чешу́йчатая (лат. Tricholoma imbricatum), или сластушка — вид грибов, включённый в род Рядовка (Tricholoma) семейства Рядовковые (Tricholomataceae).

## Описание
Шляпка 3—10 см в диаметре, конической, затем выпуклой и плоско-выпуклой формы, с широким бугорком в центре, бархатистая, затем, особенно в центре, мелкочешуйчатая. Окраска обычно тёмно-коричневая, по краю взрослых экземпляров более бледная.
Мякоть белого или кремового цвета, плотная, в основании ножки иногда розовеющая на воздухе, со слабым фруктовым запахом и горьковато-мучнистым вкусом.
Гименофор пластинчатый, пластинки выемчато-приросшие, довольно часто или редко расположенные, белого или кремового цвета, с возрастом и при повреждении иногда буреющие, с цельным краем.
Ножка 4—10 см длиной и 0,5—2 см толщиной, булавовидная, в верхней части белая, ниже — розовато- или желтовато-коричневая, волокнистая.
Споровый порошок белого цвета. Споры 5—7,5×4—6 мкм, широкоэллиптической формы, по 4 на базидиях. Кутикула шляпки — кутис.
Гриб съедобен.

## Экология
Рядовка чешуйчатая — микоризообразователь, произрастающий в хвойных и смешанных лесах под сосной. Зачастую образует кольцевые колонии.

## Таксономия

### Синонимы
- Agaricus imbricatus Fr., 1815basionym
- Gyrophila imbricata (Fr.) Quél., 1886
- Tricholoma subimbricatum Velen., 1920